# Walhausen
Walhausen è un comune di 219 abitanti della Renania-Palatinato, in Germania.
Appartiene al circondario (Landkreis) di Cochem-Zell (targa COC) ed è parte della comunità amministrativa (Verbandsgemeinde) di Zell (Mosel).

## Geografia
Walhausen si trova a sette chilometri a est della città di Zell (Mosella), all'estremità superiore di una valle, che è bagnata dal Biemesbach. Il paese si estende ad altitudini comprese tra i 430 m s.l.m. e i 460 m s.l.m. e si estende su un terreno digradante da nord a sud. In termini di spazio naturale, l'area comunale, che è all'incirca ugualmente boscosa e agricola[2], può essere assegnata quasi interamente al Grendericher Riedelland (anche: altopiano di Longkamper) nel Moselhunsrück, ma è già al passaggio all'altopiano esterno dell'Hunsrück a est. Immediatamente a nord del villaggio corre la Bundesstraße 421 tra Zell (Mosella) e Simmern/Hunsrück.
Walhausen confina (in senso orario) con i comuni di Hesweiler, Blankenrath, Panzweiler, Peterswald-Löffelscheid e Schauren.

## Storia
Nel 1475, in un documento viene menzionata una tenuta, che si trova a Waldenhuysen e Schuren e fu venduta da Friedrich von Pyrmont a Friedrich Zandt von Merl. Dal 1794 Walhausen fu sotto il dominio francese e dal 1798 al 1814 appartenne al cantone di Zell nel dipartimento del Reno e Mosella. Nel 1815, il villaggio fu assegnato al Regno di Prussia al Congresso di Vienna. Fino al 1839, i villaggi di Walhausen e Schauren formavano un comune. La cappella nel centro del paese fu demolita nel 1923/24 e nel 1932 fu costruita una nuova chiesa in onore della Madre di Dio. Dal 1946, il villaggio fa parte dell'allora neonato stato della Renania-Palatinato. Con l'ottava legge di semplificazione amministrativa del 18 luglio 1970, con effetto dal 7 novembre 1970, il paese entrò a far parte della Verbandsgemeinde di Zell.

## Trasporti
Walhausen fa parte dell'associazione dei trasporti Reno-Mosella. Nei giorni feriali, la linea di autobus 722 collega il villaggio con la città più vicina, Zell (Mosella), e la stazione ferroviaria più vicina, Bullay sulla linea Treviri–Coblenza-Mosella.
Immediatamente a nord della comunità corre la Bundesstraße 421.